# Парница (Маглај)
Парница је насељено мјесто у општини Маглај, Босна и Херцеговина.

## Становништво
|             | 2013.       | 1991.        | 1981.        |
| Укупно      | 70 (100,0%) | 188 (100,0%) | 166 (100,0%) |
| Бошњаци     | 50 (71,43%) | 67 (35,64%)1 | 59 (35,54%)1 |
| Срби        | 20 (28,57%) | 113 (60,11%) | 107 (64,46%) |
| Остали      | –           | 7 (3,723%)   | –            |
| Југословени | –           | 1 (0,532%)   | –            |

1. 1 На пописима од 1971. до 1991. Бошњаци су пописивани углавном као Муслимани.